# Dimcio Debelianov
Dimcio Debelianov (în bulgară: Димчо Дебелянов) (n. 28 martie 1887, Koprivșița - d. 2 octombrie 1916, Grecia) a fost un poet bulgar.
Poezia sa romantică este marcată de aspirația către absolut, de contradicția dintre real și ideal,  prefigurând simbolismul.
În volumul de versuri Poezii (Stihotvoreniia: "Cтихотворения"), apărut postum în 1920, se remarcă stilul concret, bogăția lexicală și cantabilitatea versului.
Debelianov a mai scris și versuri umoristice protestatare. 
Studiază la Sofia dreptul, istoria și filosofia. Primele versuri, în maniera simbolismului, sunt publicate în 1905. A fondat revista „Zvena” („Echipa”), împreună cu Nikolai Liliev. În 1912, este mobilizat, este lăsat la vatră în 1914. Se întoarce în rândurile armatei în 1916 și este ucis în luptele de la Gorno Karadjovo (astăzi în Grecia).
Versurile sale, scrisori și note personale au fost publicate postum (1920), în două volume cu titlul „Stihotvorenia” (Poezii). Traduce din poezia franceză și engleză. 
Debelianov reprezintă o voce aparte în lirica bulgară prin originalitatea tratării schemelor consacrate de simbolism privind muzicalitatea și imaginea artistică. 